# 2018년 말레이시아 총선거
2018년 말레이시아 총선거 (제14회 말레이시아 총선거)는 제 14대 말레이시아 대의원의 국회의원을 선출하기 위한 선거로, 2018년 5월 9일에 치러졌다. 이번 총선거에서 선출되는 의원수는 대의원 222인과 말레이시아 13주 중 12주의 주의회 505인이다. 제13대 의회는 2018년 4월 7일 나집 라작 총리의 의회 해산 선포를 시작으로, 첫 회의로부터 정확히 5년이 지난 6월 24일에 자동으로 임기를 마쳤다.
그 배경에는 나집의 비리 스캔들, 민생 악화와 더불어 과거 22년 간 총리로 말레이시아의 경제성장을 견인한 마하티르 빈 모하맛가 야당의 수장으로서 총선거를 이끈 것이 꼽힌다.
선거 결과, 마하티르가 이끄는 제1야당인 희망연대가 하원 의석수 121석을 차지하며 정권교체를 이룩하게 되었고, 마하티르 당수는 과반의석을 확보한 채 말레이시아의 차기 총리로 등극하였다. 마하티르는 선거 다음날인 5월 10일에 취임 선서를 진행하였다. 나집 라작 총리가 이끄는 국민전선은 79석에 그쳐 61년 만에 제1야당이 되었고, 압둘 하디 아왕이 이끄는 가가산 세자테라는 18석을 얻어 원내 제3당이 되었다. 이밖에 통일 사바 연대가 1석을, 무소속 후보가 3석을 차지하였다.
12개 주에서 치러진 주의회 선거에서도 집권여당인 국민전선이 참패를 당해, 기존의 9개 의회에서 2개 의회 (페를리스, 파항)만 수성하였다. 반면 희망연대는 기존의 2개 의회 (셀랑고르, 페낭)과 더불어 국민전선으로부터 6개 의회 (케다, 페락, 네게리 셈빌란, 말라카, 사바, 조호르)를 가져와, 총 8개 주의회를 건졌다. 가가산 세자테라는 클란탄 주의회를 수성하고 국민전선으로부터 트렝가누 주의회를 가져왔다. 사라왁주에서는 주의회 선거를 별개로 치르기 때문에 이번 선거에서는 제외되었다.
이번 총선거는 집권여당인 국민전선의 역사적인 대참패로 기록되었다. 1957년 말레이시아가 말라야 연방으로 독립한 이래 단 한차례도 정권교체가 이뤄지지 않았기 때문이다. 한편으로 차기 총리에 오르게 된 마하티르 빈 모하맛의 나이가 만 92세에 달해, 세계에서 가장 나이가 많은 정부 수장이라는 진기록도 세웠다. 다만 마하티르 총리는 체포 수감되어 있는 안와르 이브라힘 전 야당 대표의 국왕 사면이 이뤄지고 나면 몇년 내로 그에게 총리직을 넘길 것이라고 밝혔다. 한편 나집 총리는 선거 패배를 인정하고, 선거 직후인 2018년 5월 12일부로 바리산 나시오날의 당수직에서 물러날 것이라고 밝혔다.